# Le Fétiche
Le Fétiche est la neuvième histoire de la série Benoît Brisefer de Peyo et Albert Blesteau (c'est aussi le nom du septième album de la série, qui reprend cette histoire). Elle est publiée pour la première fois du no 2096 au no 2109 du journal Spirou, puis sous forme d'album en 1978. Albert Blesteau, dessinateur, y travaille pour la première et la seule fois de la série.

## Résumé
Le fétiche raconte l'histoire de Benoît Brisefer, un jeune garçon doué d'une force surhumaine.  Dans cet épisode, une méchante femme du nom de Démonia trompe Benoît en lui racontant des histoires, afin d'utiliser la force surhumaine du jeune garçon pour voler un objet dans un musée.

## Publication

### Revues
Dans le journal Spirou no 2096 (paru le 15 juin 1978) au no 2109 (paru le 14 septembre 1978).